# John Dawson (Prediger)
John Dawson (* in Neuseeland) ist ein christlich-fundamentalistischer Prediger. Er ist Mitbegründer der weltweit offensiv missionarisch tätigen Organisation Youth With A Misson.
John Dawson ist Mitglied der evangelikalen Vereinigungen Aglow International women's movement, des March for Jesus International, von Youth With A Mission International und der International Reconciliation Coalition.
Er war Gründungsdirektor der Youth With A Mission-Los Angeles und wurde später bis 1997 deren „International Director of Urban Missions“. Dieses Netzwerk von ca. 3.200 Evangelisten und Sozialarbeitern arbeitet in den „300+ world-class“ Städten in über 100 Ländern für die Organisation. Seit September 2003 ist er „International President“ der Youth With A Mission.
Dawson schrieb verschiedene theologische Bücher, darunter das 400.000 mal verkaufte Buch Taking Our Cities for God.
Er ist verheiratet und hat vier Kinder.

## Theologie
Dawson vertritt eine evangelikal-kämpferische Theologie. Als YWAM-Präsident äußerte er: „Gott wollte, dass wir kämpfen lernen. Der Mensch gehört einer kriegerischen Rasse an [...] Durch strategischen Truppenzusammenhang werden in Kriegszeiten Schlachten gewonnen. Die Soldaten greifen nicht einzeln an. Sie folgen einem Plan, den der Heerführer anhand einer großen Landkarte und einer Menge von Informationen aufstellt.“

## Publikationen
- 2002: Taking Our Cities For God: How to break spiritual strongholds. Charisma House, ISBN 978-0-88419-764-5